# Les Invasions barbares
Pour la période historique, voir Invasions barbares.
Série
Le Déclin de l'empire américain
(1986) L'Âge des ténèbres
(2007)
Pour plus de détails, voir Fiche technique et Distribution.
Les Invasions barbares est un film franco-québécois, écrit et réalisé par Denys Arcand, sorti en 2003.
Le 29 février 2004, le cinéaste Denys Arcand créait un précédent dans l'histoire du cinéma canadien en remportant l'Oscar du meilleur film en langue étrangère pour Les Invasions barbares.
C'est le volet central du triptyque défini par son réalisateur : entre Le Déclin de l'empire américain (1986) et L'Âge des ténèbres (2007).
L'auteur y livre une vision acerbe du système de santé québécois, du milieu syndical et autres institutions québécoises.

## Synopsis
Montréal 2002. Début cinquantaine et divorcé, Rémy est à l’hôpital. Son ex-femme Louise rappelle d’urgence leur fils Sébastien, courtier à Londres. Sébastien hésite — son père et lui n’ont plus rien à se dire depuis longtemps — puis finit par accepter de venir avec sa fiancée française donner un coup de main à sa mère.
Dès son arrivée, Sébastien remue ciel et terre pour obtenir un diagnostic clair sur l’état de santé de son père et pour adoucir les épreuves qui l'attendent. Il usera de son imagination, jouera de ses relations, bousculera le système de toutes les manières possibles et aura recours aux pots-de-vin, entre autres tactiques illégales, pour procurer à son père de meilleures conditions… et un peu de bonheur.
Entre-temps, parents, amis et ex-amantes affluent au chevet de Rémy pour lui offrir leur soutien ou régler leurs comptes… et réfléchir à leur propre existence. Au nombre des visiteurs, on retrouve plusieurs membres de la joyeuse bande qui a marqué le passé de Rémy. Que sont-ils devenus ? Divorcée de Rémy depuis une quinzaine d’années, Louise est-elle parvenue à l’oublier et à refaire sa vie ? Pierre, dont le peu d’amour-propre lui interdisait de se reproduire, s’est-il enfin rangé ? Jusqu’où les pulsions charnelles de Diane l’ont-elle menée ? Contre qui se love désormais Dominique, qui n’avait aucun scrupule à réchauffer son lit avec les maris de ses amies ? Et Claude, homosexuel, est-il toujours soumis à son irrépressible instinct de chasseur ?
Quel que soit le chemin qu’ils ont suivi, ces intellectuels n’ont pas perdu leur goût pour la conversation habile et délicieusement irrévérencieuse.
Quant à Rémy, l’heure du bilan a sonné. Au cours des discussions — notamment avec sa nouvelle amie droguée avec qui il entretient une relation de symbiose et avec une religieuse attachante et pleine d’esprit —, Rémy porte un regard sincère sur ses excès et ses lacunes. Mais cette introspection sera-t-elle suffisante pour provoquer la réconciliation de Rémy avec son fils, qui représente tout ce qu’il méprisait chez son propre père, ?

## Fiche technique
- Titre original : Les Invasions barbares
- Réalisation : Denys Arcand ; assistants : Jacques W. Benoît (1er), Guy Bouchard (2e) et Simon Dugas (3e)
- Scénario : Denys Arcand
- Musique : Pierre Aviat
- Chanson, générique de fin : L'Amitié de Françoise Hardy
- Direction artistique : Caroline Alder
- Décors : François Séguin
- Costumes : Denis Sperdouklis
- Maquillage : Evelyne Byot, Diane Simard
- Coiffure : Ginette Lajeunesse
- Photographie : Guy Dufaux
- Son : Patrick Rousseau, Marie-Claude Gagné, Michel Descombes, Gavin Fernandes (en)
- Montage : Isabelle Dedieu
- Distribution des rôles : Lucie Robitaille (en)
- Production : Daniel Louis, Denise Robert et Fabienne Vonier
- Sociétés de production : Cinémaginaire (Canada), Pyramide Productions (France),
- Sociétés de distribution : Miramax Films (États-Unis), Alliance Atlantis Vivafilm  (Canada), Pyramide Distribution (France)
- Budget : 10 millions $ CA
- Pays d'origine :  Canada,  France
- Langues de tournage : anglais, français
- Tournage extérieur : 
  - Canada : Nouvelle-Écosse et Québec (Montréal, Memphrémagog)
  - États-Unis : Baltimore (Maryland)
  - Royaume-Uni : Londres
- Format : super 35 mm — couleur par Technicolor — 2.35:1 (Scope) — stéréo Dolby SR
- Genre : comédie dramatique
- Durée : 112 minutes au Canada, 99 minutes à l'international
- Dates de sortie :
  -  21 mai 2003 au Festival de Cannes, sortie en salles le 24 septembre
  -  4 septembre 2003
- (fr) Classifications CNC : tous publics, Art et Essai (visa d'exploitation no 106830 délivré le 4 septembre 2003)

## Distribution
- Rémy Girard : Rémy
- Stéphane Rousseau : Sébastien, fils de Rémy
- Dorothée Berryman : Louise, femme de Rémy et mère de Sébastien
- Louise Portal : Diane
- Dominique Michel : Dominique
- Yves Jacques : Claude
- Pierre Curzi : Pierre
- Marie-Josée Croze : Nathalie, la fille de Diane
- Marina Hands : Gaëlle
- Toni Cecchinato : Alessandro
- Mitsou Gélinas : Ghislaine
- Sophie Lorain : premier amour
- Johanne Marie Tremblay : sœur Constance
- Denis Bouchard : Duhamel
- Micheline Lanctôt : l'infirmière Carole
- Markita Boies : l'infirmière Suzanne
- Isabelle Blais : Sylvaine, fille de Rémy
- Jean-Marc Parent : Ronald, le syndicaliste
- Sylvie Drapeau : Marlène Dupire, deuxième amour
- Yves Desgagnés : Olivier
- Denys Arcand : le syndiqué
- Daniel Brière : Alain Lussier
- Dominic Darceuil : Maxime
- Roy Dupuis : Gilles Levac
- Janique Kearns : Kim Delgado, partenaire de Levac
- Macha Grenon : Arielle
- Sébastien Huberdeau : Vincent, l'étudiant
- Rose-Maïté Erkoreka : l'étudiante
- Gaston Lepage : le gardien de sécurité
- Gilles Pelletier : le prêtre
- Jean-René Ouellet : Dr Dubé
- Lise Roy : Mme Joncas-Pelletier
- Éric Paulhus : réparateur télé
- Sébastien Ricard : Jérôme, joueur d'arcade

## Autour du film
- Le film met principalement en scène 17 ans plus tard presque tous les personnages qui figuraient dans Le Déclin de l'empire américain (1986), en y ajoutant quelques personnages issus de Jésus de Montréal (1989), à savoir Constance (actrice devenue religieuse), Raymond Leclerc (le prêtre) et l'agent de sécurité, que l'on retrouve d'ailleurs tous trois dans L'Âge des ténèbres (2007).
- Le personnage d'Alain apparait également dans ce second volet, mais de façon brève au début du film, dans un entretien télévisé. Désormais professeur, il y livre une analyse post 11 septembre 2001 dans laquelle intervient l'expression « invasions barbares » rappelant le titre du film. Le terme de "barbare" est utilisé toutefois dans deux contextes très différents par la suite : pour qualifier d'abord les anciens élèves de Rémi, puis au cours de la veillée de son fils ("Le voici, le grand barbare").
- Ce film vaut à Marie-Josée Croze le prix d'interprétation féminine à Cannes, bien que son personnage soit un rôle plutôt secondaire[5] qui apparaît tardivement dans le film[6].
- Le film était pressenti pour recevoir un César, mais pour l'éviter, le conseil de l'Académie de César a changé les règles pour imposer que "le film césarisable soit made in France et produit majoritairement en France"[7].

## Distinctions
- Festival de Cannes 2003 :
  - Prix du scénario à Denys Arcand
  - Prix d'interprétation féminine à Marie-Josée Croze
- Prix Jutra du meilleur film 2004 à Denys Arcand
- César du cinéma 2004 :
  - César du meilleur film à Denys Arcand
  - César du meilleur réalisateur à Denys Arcand
  - César du meilleur scénario original ou adaptation à Denys Arcand
- Oscar du meilleur film en langue étrangère 2004 à Denys Arcand